# (8128) Nicomachus
(8128) Nicomachus (1967 JP) – planetoida z pasa głównego asteroid okrążająca Słońce w ciągu 5 lat i 193 dni w średniej odległości 3,13 au. Została odkryta 6 maja 1967 roku.